# Seleção de Futebol dos Estados Unidos
A Seleção Estadunidense de Futebol representa os Estados Unidos internacionalmente em competições futebolísticas. Ela é controlada pela Federação de Futebol dos Estados Unidos e compete pela CONCACAF (Confederação das Associações de Futebol da América do Norte, Central e Caribe). A equipe está classificada como a 11° melhor do mundo no Ranking Mundial da FIFA e é uma das melhores seleções da CONCACAF.
A equipe melhor finalizou na Copa do Mundo no torneio inaugural de 1930, onde terminou em terceiro. Mas recentemente, terminou em quarto lugar na Copa América de 1995, alcançou as quartas de final da Copa do Mundo de 2002 e levou o segundo lugar na Copa das Confederações de 2009. Os Estados Unidos conquistou a Copa Ouro da CONCACAF seis vezes em treze torneios. Equipes de futebol dos EUA também levaram prata e bronze nos Jogos Olímpicos de 1904.
A seleção masculina compete na Copa do Mundo e na Copa das Confederações, além da Copa Ouro da CONCACAF e outras competições por convite. Até a década de 1990, a seleção dos Estados Unidos foi considerada uma das equipes mais fracas do mundo. Destaques antes da última fase do século XX foram: terminar em terceiro na primeira Copa do Mundo; depois, classificar-se para a Copa do Mundo FIFA de 1934 e retirando-se em 1938, participando depois em 1950, causando uma virada, derrotando a Inglaterra por 1-0 na sua quarta partida de grupo. Depois de 1950, os EUA não se classificou para a Copa do Mundo novamente até 1990.
Após a Copa do Mundo FIFA de 1990, os EUA se classificaram automaticamente como anfitriões da Copa do Mundo de 1994, perdendo para o Brasil nas oitavas de final. A partir de então, a equipe se classificou para todas as Copas do Mundo até a Copa do Mundo FIFA de 2018, sendo desclassificados nas eliminatórias. Na etapa regional, a seleção também melhorou, com um recorde até 2009 de alcançar a final da Copa Ouro da CONCACAF bienal oito vezes desde 1989, ganhando quatro, em 1991, 2002, 2005 e 2007. Como vencedores da Copa Ouro de 2007, eles também avançaram para a final da edição de 2009 da Copa das Confederações da FIFA, perdendo para o Brasil na final. Em 2017 a seleção dos Estados Unidos perdeu para Trinidad e Tobago por 2-1, não indo para a Copa Do Mundo na Rússia em 2018.
Em dezembro de 2018, o treinador Gregg Berhalter foi anunciado. Em seu inicio de trabalho como treinador da Seleção, Gregg Berhalter obteve vitórias contra Panamá, Costa Rica, Equador; mas perdeu para a Venezuela e Jamaica, todos em amistosos. Iniciando sua participação na Copa Ouro da CONCACAF de 2019, os EUA ficaram num grupo com Guiana, Trindad e Tobago e Panamá. Obtendo 100% de aproveitamento na fase de grupos, mas perdeu a final contra o México.
Na Copa de 2022 no Catar, a seleção foi eliminada nas oitavas de final para a seleção holandesa, perdendo o jogo por 3 a 1.

## História

### Décadas de 1880 a 1940

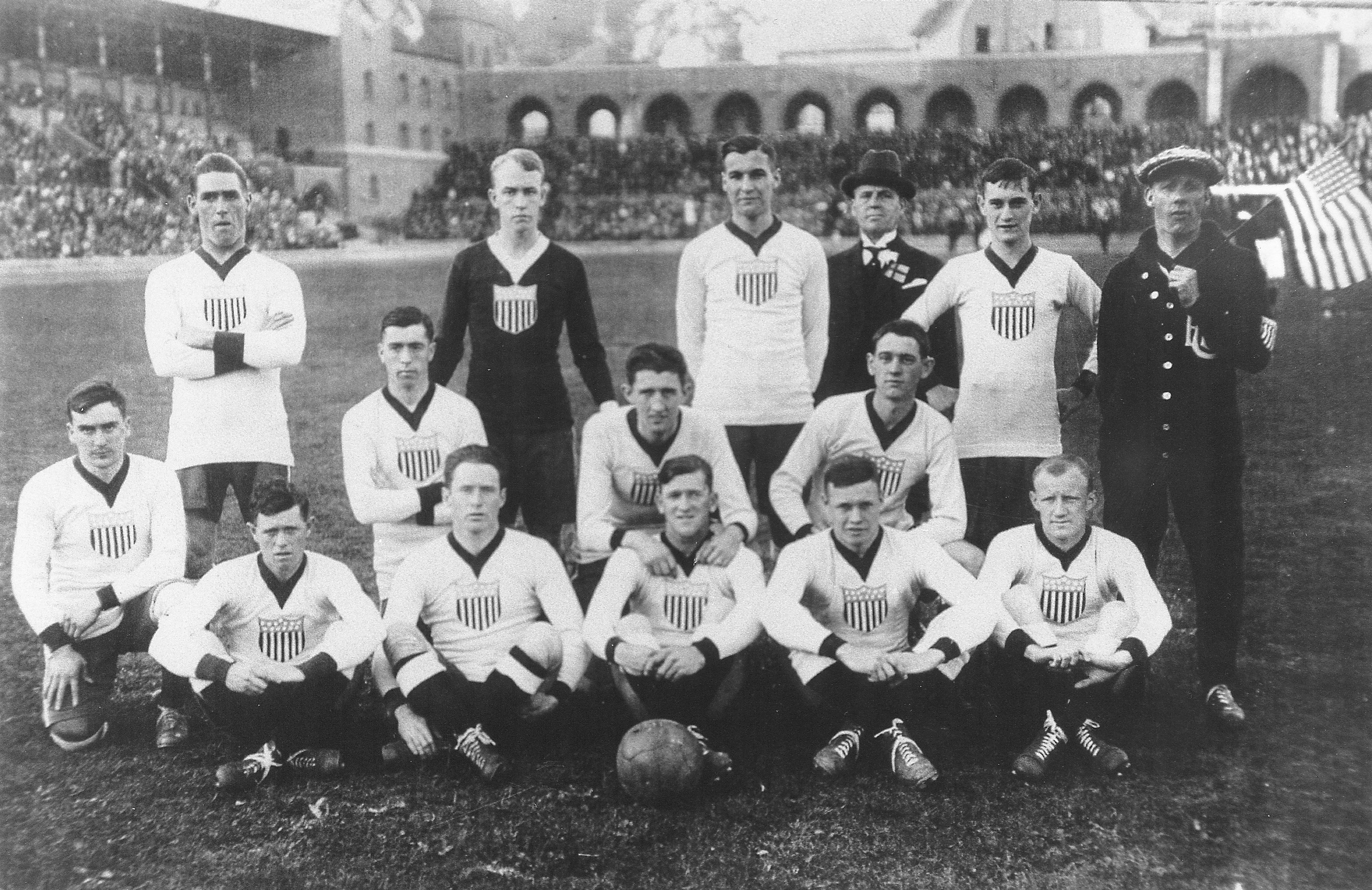
A primeira equipe oficial de futebol dos EUA, em 1916

Em 1884, Estados Unidos e Canadá jogaram em Newark, Nova Jérsei, tornando-o o primeiro jogo internacional realizado fora do Reino Unido; os canadenses venceram a partida por 1-0. No ano seguinte, uma partida no mesmo local, resultou na vitória dos EUA, depois de marcar o único gol do jogo. Trinta anos depois, os Estados Unidos desempenhou a sua primeira partida oficial internacional sob os auspícios da Federação de Futebol dos Estados Unidos contra a Suécia em Estocolmo, em que os EUA venceu por 3-2, com gols de Dick Spalding, e Charles Ellis.
Os EUA ganharam a prata e duas medalhas de bronze no futebol masculino nos Jogos Olímpicos de Verão de 1904, realizados em St. Louis, Missouri. O torneio apresentou apenas três equipes: Galt FC, do Canadá, e Christian Brothers College e St. Rose Parish, dos Estados Unidos. Galt derrotou ambas as equipes dos Estados Unidos, ganhando o ouro. Christian Brothers derrotou St. Rose em um terceiro jogo depois de dois empates sem gols.

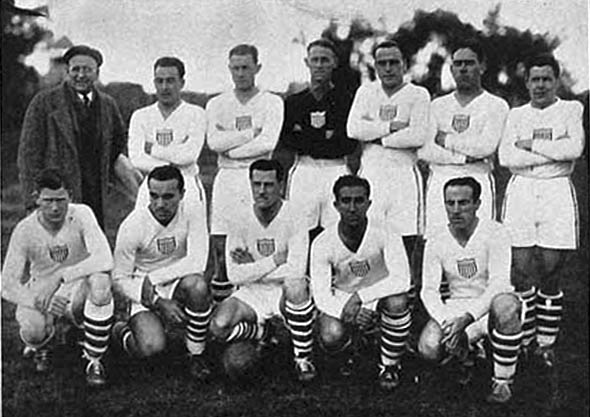
A equipe dos EUA que disputou a Copa do Mundo de 1930 e terminou em 3º lugar

Na Copa do Mundo FIFA de 1930, os EUA terminaram em terceiro, batendo a Bélgica por 3-0 no Estádio Gran Parque Central em Montevidéu, Uruguai. A partida ocorreu simultaneamente com uma outra em outra parte da cidade nos Estádio Pocitos, onde a França derrotou o México.
No próximo jogo, os Estados Unidos ganharam uma vitória por 3-0 sobre o Paraguai. Por muitos anos, a FIFA creditou Bert Patenaude com os primeiro e terceiro gols e seu companheiro de equipe Tom Florie com o segundo. Outras fontes descrevem o segundo gol como tendo sido marcado por Patenaude ou pelo paraguaio Ramon Gonzales. Em novembro de 2006, a FIFA anunciou que havia aceitado evidências de "vários historiadores e fãs de futebol" que Patenaude marcou os três gols, e foi assim a primeira pessoa a marcar um hat-trick em um torneio de Copa do Mundo.
Tendo alcançado as semifinais com as duas vitórias, o lado americano perdeu de 6-1 para a Argentina. Usando os registros gerais do torneio, a FIFA creditou os EUA com um terceiro lugar, à frente do companheiro semifinalista Iugoslávia. É o melhor resultado de qualquer equipe de fora da CONMEBOL e da UEFA, as confederações sul-americana e europeia, respectivamente.
Devido a FIFA não querer interferência com a recém-fundada Copa do Mundo, nenhum torneio oficial foi a campo no Jogos Olímpicos de Verão de 1932. A FIFA afirmou que o torneio não seria popular nos Estados Unidos, por isso não teria custo suficiente para auxiliar na execução do torneio durante tempos difíceis na economia. Como resultado, um torneio informal foi organizado incluindo rivais locais com os Estados Unidos terminando em primeiro, seguido por México e Canadá. O Torneio Olímpico foi restabelecido nos Jogos Olímpicos de Verão de 1936.

### Décadas de 1950 a 1970
A Copa do Mundo FIFA de 1950 foi a primeira aparição em Copas dos Estados Unidos desde 1934. Os EUA perderam sua primeira partida por 3-1 contra a Espanha, mas depois venceu por 1-0 contra a Inglaterra no Estádio Independência, na cidade de Belo Horizonte. O resultado é considerado uma das maiores viradas na história do esporte. Meses antes da famosa derrota da Copa do Mundo para os EUA, a Inglaterra tinha batido o "resto da Europa" por 6-1 em uma partida de exibição. Sports Illustrated e Soccer Digest chamam a virada da Copa do Mundo pelos americanos em 1950 de "Milagre na Grama", uma referência ao Milagre no Gelo. No terceiro jogo dos EUA na Copa de 1950, uma derrota para o Chile por um placar de 5-2, os EUA foram eliminados do torneio. Os Estados Unidos fariam outra aparição nas Finais da Copa do Mundo FIFA 40 anos depois.

### Década de 1980
Após o entusiasmo causado pela criação e ascensão da North American Soccer League em 1970, parecia que a seleção masculina dos EUA logo se tornaria uma força poderosa no mundo do futebol. Tais esperanças não foram realizadas, entretanto, e os Estados Unidos não foram considerados um forte lado nesta época. De 1981 a 1983, apenas dois jogos internacionais foram disputados.
Para fornecer um programa para a seleção mais estável e renovar o interesse na NASL, a U.S. Soccer introduziu a seleção na liga para a temporada de 1983 como Team America. Esta equipe não tinha a continuidade e a regularidade da formação que os clubes convencionais desfrutavam, e muitos jogadores não estavam dispostos a jogar na equipe, e sim em seus próprios clubes. Embaraçosamente, a Team America terminou a temporada na parte inferior da liga. Reconhecendo que não atingiu os seus objetivos, a U.S. Soccer cancelou esta experiência, e a seleção foi retirada da NASL.
A U.S. Soccer tomou a decisão de trazer os Jogos Olímpicos de Verão de 1984 a Los Angeles, Califórnia, e a Copa do Mundo FIFA de 1986 como meio de reconstruir a seleção e sua base de fãs. O Comitê Olímpico Internacional providenciou o que parecia ser um grande impulso para a chance dos Estados Unidos de avançar da fase de grupos, quando declarou que as equipes olímpicas de fora da Europa e América do Sul poderiam encher o campo com equipes seniores, se os jogadores veteranos nunca tivessem jogado uma Copa do Mundo, incluindo os profissionais. U.S. Soccer imediatamente reorganizou sua lista de Olímpicos, cortando muitos jogadores colegiais e substituindo-os por profissionais. Apesar disso, os EUA terminaram com uma vitória, um empate e uma derrota e não conseguiram fazer o segundo turno.
No final de 1984, a NASL cedeu e não havia nenhuma liga de futebol sênior operando nos Estados Unidos. Como resultado, muitos dos melhores jogadores americanos, como John Kerr, Paul Caligiuri, Eric Eichmann e Bruce Murray, se transferiram para o exterior, principalmente para a Europa.
Os Estados Unidos fizeram oferta para sediar a Copa do Mundo de 1986 depois da Colômbia se retirar devido a preocupações econômicas. No entanto, o México derrotou os EUA e Canadá para sediar o torneio, apesar das preocupações que o torneio teria que ser transferido novamente por causa de um grande terremoto que atingiu o México, pouco antes do torneio.
No último jogo das eliminatórias, os EUA precisavam apenas de um empate contra a Costa Rica, a quem os EUA tinham derrotado por 3-0 nos Jogos Olímpicos no ano anterior, a fim de alcançar o grupo final das eliminatórias, contra Honduras e Canadá. A U.S. Soccer agendou a partida para ser jogada em El Camino College, em Torrance, Califórnia, uma área com muitos imigrantes costarriquenhos, e comercializou o jogo quase que exclusivamente para a comunidade da Costa Rica, oferecendo danças folclóricas da Costa Rica como intervalo de entretenimento. Um gol aos 35 minutos de Evaristo Coronado deu a vitória a para a Costa Rica e impediu os Estados Unidos de alcançar a sua quarta Copa do Mundo.
Em 1988, a U.S. Soccer tentou re-implementar o conceito da seleção como clube, oferecendo contratos aos jogadores da seleção, a fim de construir uma equipe internacional, com uma espécie de caráter de clube, enquanto emprestando-os para seus times, poupando a U.S. Soccer de gastar com seus salários. Isso trouxe muitos veteranos importantes de volta à equipe, enquanto o sucesso da NASL uma década antes havia criado um influxo de talentos. Assim, a U.S. Soccer procurou estabelecer uma fundação mais estável para a participação na Copa do Mundo de 1990 do que as que já existiam em torneios anteriores.

### Década de 1990: o renascimento do futebol dos Estados Unidos
Para a Copa do Mundo FIFA de 1990 na Itália, dois dos jogadores mais experientes da equipe, Rick Davis e Hugo Perez, estavam se recuperando de ferimentos graves e indisponíveis para a seleção, e o técnico Bob Gansler selecionou muitos jogadores inexperientes e recém-formados. Os EUA perderam os três jogos da fase de grupos, para a Tchecoslováquia, Itália e Áustria.
Em março de 1991, os Estados Unidos venceu a Copa América do Norte, empatando com o México em 2-2 e derrotando o Canadá por 2-0. Esta foi seguida em maio por uma vitória por 1-0 sobre o Uruguai na Série Mundial de Futebol. A seleção foi então invicta para a Copa Ouro da CONCACAF de 1991, derrotando o México por 2-0 na semifinal e Honduras por 4-3 nos pênaltis após o empate em 0-0 na final. Em 1992, os EUA continuaram a sua série de sucessos, tendo a U.S. Cup com vitórias sobre a Irlanda e Portugal, seguidas por um empate com a Itália.
Em 1989, a FIFA nomeou os Estados Unidos como anfitrião da Copa de 1994, mas o fez sob críticas internacionais significativas por causa da fraqueza percebida da seleção e a falta de uma liga profissional. Esta crítica diminuiu um pouco quando uma vitória por 1-0 contra Trinidad e Tobago, a primeira vitória dos EUA fora de casa quase dois anos, no último jogo do Campeonato da CONCACAF de 1989, os Estados Unidos ganhou a sua primeira aparição em uma Copa do Mundo em 40 anos.
Tendo classificado-se automaticamente como anfitrião da Copa do Mundo de 1994, os EUA abriram o torneio com um empate em 1-1 contra a Suíça no Pontiac Silverdome, nos subúrbios de Detroit, o primeiro jogo de Copa do Mundo a ser jogado em recinto fechado. No seu segundo jogo, os EUA enfrentam a Colômbia, a então quarto lugar no mundo, no Rose Bowl. Ajudado por um gol contra do zagueiro Andrés Escobar, os Estados Unidos venceram por 2-1 (Escobar foi assassinado em seu país de origem, possivelmente em represália por este erro). Apesar de uma derrota de 1-0 para a Romênia em seu último jogo do grupo, os EUA chegaram à fase eliminatória, pela primeira vez desde 1930. Nas oitavas de final, os EUA perderam por 1-0 para o eventual campeão Brasil.
Na Copa de 1998 na França, a equipe perdeu os três jogos do grupo, 2-0 para a Alemanha, 2-1 para o Irã e 2-0 para a Iugoslávia, e assim terminou em último lugar em seu grupo e em 32ª numa gama de 32 equipes. O técnico Steve Sampson recebeu grande parte da culpa pelo desempenho como resultado da abrupta redução do capitão da equipe, John Harkes, a quem Sampson ironicamente havia chamado de "Capitão para a Vida" pouco antes, bem como vários outros jogadores que foram fundamentais no esforço das eliminatórias. Surgiu um boato em fevereiro de 2010, que Sampson removeu Harkes da equipe devido a Harkes supostamente ter um caso com a mulher do companheiro Eric Wynalda.

### Década de 2000

#### Ciclo da Copa do Mundo de 2002
Os Estados Unidos ganharam a Copa Ouro da CONCACAF de 2002, pondo o melhor desempenho da equipe desde 1930 na Copa de 2002, onde a equipe dos EUA alcançou às quartas de final. A equipe chegou à fase eliminatória depois de um recorde de 1-1-1 na fase de grupos. Tudo começou com uma surpreendente vitória de 3-2 sobre Portugal, seguido por um empate em 1-1 com a co-anfitriã e a eventual quarto lugar, a Coreia do Sul. Em seguida, perdeu sua terceira e última partida por 3-1 para a Polônia, mas ainda se classificou para a segunda rodada, quando Park Ji-Sung, da Coreia do Sul, surpreendeu Portugal com o gol da vitória.
Isso preparou o terreno para um confronto da segunda rodada com os tradicionais rivais continentais, o México. Embora as equipes tenham jogado muitas vezes tanto em amistosos quanto em eliminatórias, mas nunca tinham se enfrentado em uma Copa do Mundo. Os EUA ganharam o jogo por 2-0. Brian McBride abriu o placar logo no início do jogo e Landon Donovan marcou o segundo gol de cabeça de um cruzamento de Eddie Lewis. Eles avançaram para as quartas de final, onde eles se encontraram com a Alemanha. A equipe perdeu por 1-0, depois de ter sido negado um pênalti quando Torsten Frings segurou a bola para impedir um gol de Gregg Berhalter. Alemanha terminou como vice-campeã, perdendo para o Brasil na final.

#### Ciclo da Copa do Mundo de 2006
Os Estados Unidos foram à Copa ao vencer a sua terceira Copa Ouro, e a segunda seguida, em 2005.
Na Copa de 2006, depois de terminar no topo das eliminatórias da CONCACAF, os EUA foram postos no Grupo E, juntamente com a República Tcheca, Itália e Gana. Os Estados Unidos abriram seu torneio com uma derrota de 3-0 à República Tcheca. A equipe, então, empatou em 1-1 contra a Itália, graças a um gol contra de Zaccardo, acabando por ser o único adversário, juntamente com a França, que o lado italiano não conseguiu derrotar no torneio, a França e a Itália empataram em 1-1 e a Azurra ganhou nos pênaltis. Os Estados Unidos foram, em seguida, eliminados do torneio, quando foram derrotados por 2-1 por Gana em seu último jogo do grupo.

### Década de 2010

#### Ciclo da Copa do Mundo de 2010
Depois de não conseguir manter o seu sucesso de 2002 no Mundial de 2006, Bruce Arena foi substituído por seu assistente e técnico do Chivas USA, Bob Bradley, cujo reinado começou com quatro vitórias e um empate em amistosos que antecederam a Copa Ouro de 2007, organizada pelos Estados Unidos.
Os EUA ganharam todos os seus três jogos da fase de grupos, contra a Guatemala, Trinidad e Tobago e El Salvador. Com uma vitória por 2-1 sobre o Panamá nas quartas de final, os EUA avançaram para enfrentar o Canadá nas semifinais, vencendo por 2-1. No final, os Estados Unidos vieram para bater o México por 2-1 na final.
A decepcionante campanha da equipe na Copa América de 2007 terminou depois de três derrotas na fase de grupos, para a Argentina, Paraguai e Colômbia. A decisão da U.S. Soccer por em campo o que muitos consideravam uma equipe de segunda categoria foi questionada pelos fãs e pela imprensa.
Uma das marcas da passagem de Bradley como técnico da seleção tinha sido a sua vontade de por um grande número de jogadores, muitos deles pela primeira vez. Esta prática tem sido elogiada por aqueles que querem ver um plantel de jogadores mais diverso para a seleção, assim como criticado por aqueles que esperam por mais consistência e liderança dos jogadores principais. Isto coincidiu com muitos jovens jogadores americanos como Freddy Adu, Jozy Altidore, Clint Dempsey, Maurice Edu, Brad Guzan, Eddie Johnson e Michael Parkhurst fazerem suas primeiras transferências da MLS para os clubes europeus, o que significa que os jogadores americanos estão ganhando mais experiência no mais alto nível dos clube e do futebol internacional do que em qualquer outro momento na história da equipe.
Para a Copa das Confederações de 2009, os EUA foram postos no Grupo B, com Brasil, Egito e Itália. Depois de perder de 3-1 para a Itália e de 3-0 para o Brasil, os Estados Unidos fizeram um retorno improvável para terminar em segundo no grupo e chegar à semifinal no segundo critério de desempate, gols marcados, tendo marcado quatro gols contra três da Itália. Isto foi conseguido no último dia da fase de grupo, quando os Estados Unidos derrotou o Egito por 3-0 e o Brasil derrotou a Itália também por 3-0.

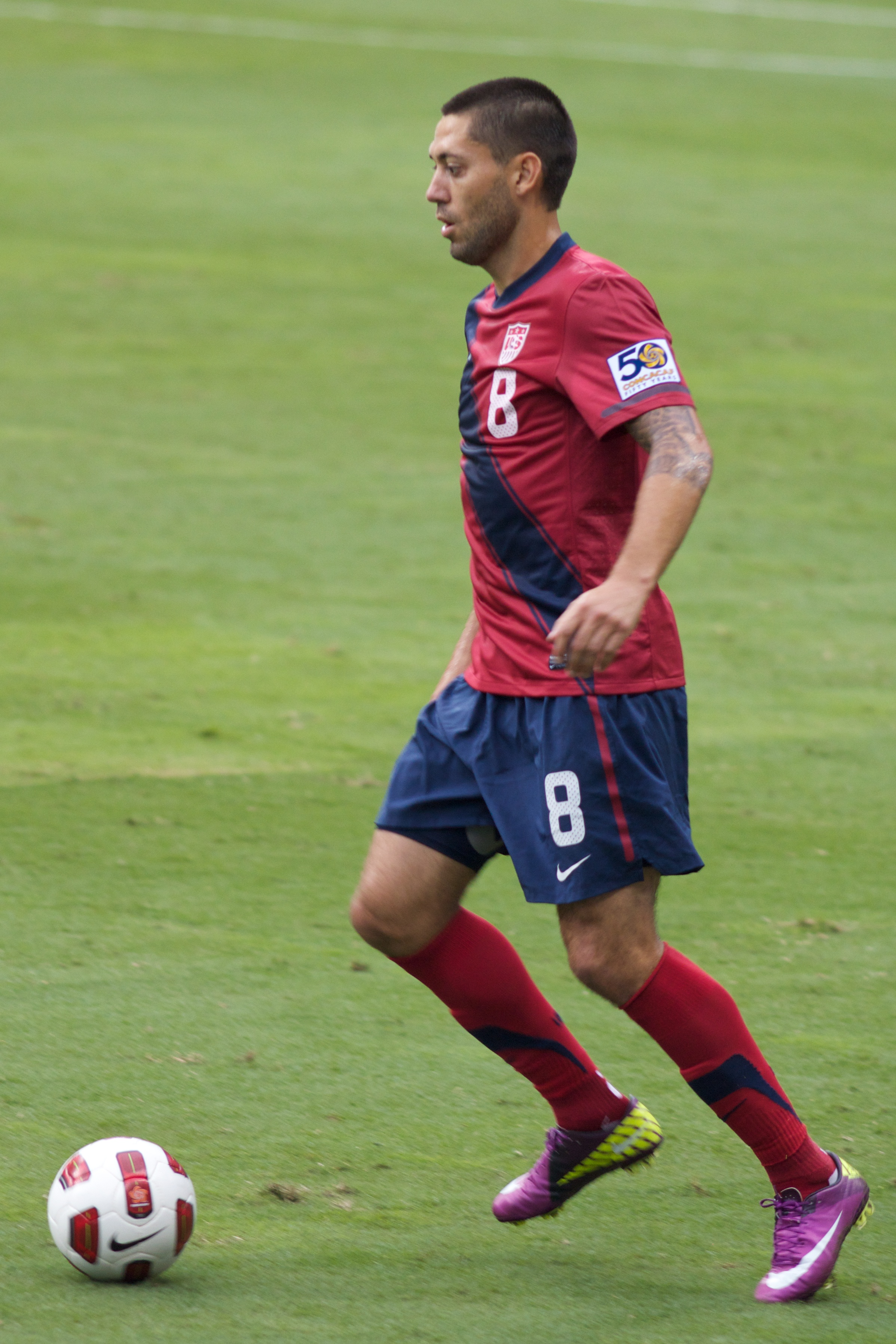
Clint Dempsey com os EUA em 2011.

Nas semifinais, os EUA derrotaram a Espanha por 2-0. Na época, a Espanha estava no topo do Ranking Mundial da FIFA e estava em uma corrida recorde de 15 vitórias consecutivas e 35 jogos invicta (um registro compartilhado com o Brasil). Com a vitória, os Estados Unidos avançaram para sua primeira final em um torneio masculino da FIFA; no entanto, a equipe perdeu por 3-2 para o Brasil depois de liderar por 2-0 no primeiro tempo.
Apenas alguns dias após o final da Copa das Confederações, os Estados Unidos sediou a Copa Ouro de 2009, e foi posto no Grupo B, com Granada, Haiti e Honduras. Devido ao fato de que os EUA haviam jogado apenas na Copa das Confederações e ainda tinham metade de sua campanha das eliminatórias para Copa do Mundo, Bob Bradley escolheu uma equipe que consistia principalmente de reservas que nunca tinham realmente jogado juntos e foi criticado por selecionar uma "Equipe B" para o torneio continental. Os EUA começaram a fase de grupo com duas vitórias, sobre Granada e Honduras, e venceu o grupo com um empate contra o Haiti.
Nas quartas, os Estados Unidos derrotou o Panamá por 2-1 após a prorrogação. Nas semifinais, os EUA enfrentaram Honduras pela segunda vez no torneio, e pela terceira vez em menos de dois meses. Os Estados Unidos venceram Honduras por 2-0 e avançaram para a terceira final de Copa Ouro consecutiva, onde a equipe enfrentou o México em uma revanche da final da Copa Ouro de 2007. Os Estados Unidos foram derrotados pelo México por 5-0, entregando a sua marca de 58 jogos sem perder contra adversários da CONCACAF em solo estadunidense. Foi também a primeira derrota em casa para o México desde 1999.

#### Eliminatórias para a Copa do Mundo de 2010
Artigos principais: Copa do Mundo FIFA de 2010, Eliminatórias da Copa do Mundo FIFA de 2010 - América do Norte, Central e Caribe, Eliminatórias da Copa do Mundo FIFA de 2010 - América do Norte, Central e Caribe (quarta fase)
| Equipe            | Pts | J  | V | E | D | GP | GC | SG |
| ----------------- | --- | -- | - | - | - | -- | -- | -- |
| Estados Unidos    | 20  | 10 | 6 | 2 | 2 | 19 | 13 | +6 |
| México            | 19  | 10 | 6 | 1 | 3 | 18 | 12 | +6 |
| Honduras          | 16  | 10 | 5 | 1 | 4 | 17 | 11 | +6 |
| Costa Rica        | 16  | 10 | 5 | 1 | 4 | 15 | 15 | 0  |
| El Salvador       | 8   | 10 | 2 | 2 | 6 | 9  | 15 | -6 |
| Trinidad e Tobago | 6   | 10 | 1 | 3 | 6 | 10 | 5  | -5 |

|                   | CRC | SLV | USA | HON | MEX | TRI |
| ----------------- | --- | --- | --- | --- | --- | --- |
| Costa Rica        |     | 1–0 | 3–1 | 2–0 | 0–3 | 4–0 |
| El Salvador       | 1–0 |     | 2–2 | 0–1 | 2–1 | 2–2 |
| Estados Unidos    | 2–2 | 2–1 |     | 2–1 | 2–0 | 3–0 |
| Honduras          | 4–0 | 1–0 | 2–3 |     | 3–1 | 4–1 |
| México            | 2–0 | 4–1 | 2–1 | 1–0 |     | 2–1 |
| Trinidad e Tobago | 3–1 | 1–0 | 0–1 | 4–2 | 3–2 |     |

- Eliminatórias:
  - Os Estados Unidos classificaram-se para a Copa do Mundo FIFA de 2010.

Os EUA ganharam sete das oito partidas, contra Barbados, Cuba, Guatemala e Trinidad e Tobago na segunda e terceira rodadas das eliminatórias para a Copa do Mundo de 2010 na África do Sul. Isto classificou os Estados Unidos para a Quarta Rodada, ou Hexagonal, contra a Costa Rica, El Salvador, Honduras, México e Trinidad e Tobago.
Os EUA começaram a Quarta Rodada derrotando o México por 2-0, uma vitória que se estendeu aos Estados Unidos a gama invicta contra o México em solo estadunidense por 11 partidas. Seis semanas depois, na segunda partida da Quarta Rodada, os Estados Unidos fizeram um rally final para ganhar um empate de 2-2 fora de casa com El Salvador. Quatro dias depois, Jozy Altidore se tornou o mais jovem jogador dos EUA a marcar um hat-trick, e levar os Estados Unidos a uma vitória de 3-0 sobre Trinidad e Tobago. Após outra pausa de seis semanas nas eliminatórias, os EUA viajou para a Costa Rica, onde foram derrotados por 3-1. Os Estados Unidos se recuperaram três dias depois, quando derrotou Honduras por 2-1. Quando as eliminatórias foram retomadas perto do fim do verão de 2009, os Estados Unidos sofreram uma derrota por 2-1 para o México no Estádio Azteca. Poucas semanas depois, os Estados Unidos derrotaram El Salvador por 2-1 em casa depois de estar perdendo por 1-0. Na semana seguinte, os EUA venceram Trinidad e Tobago por 1-0. Em 10 de outubro de 2009, os Estados Unidos garantiram a classificação para a Copa do Mundo com uma vitória por 3-2 sobre Honduras. Quatro dias depois, os EUA garantiram o primeiro lugar na Quarta Rodada com um empate em 2-2 dramático contra a Costa Rica.

#### Copa do Mundo FIFA de 2010
Artigo principal: Copa do Mundo FIFA de 2010 - Grupo C
| Pos | Equipe         | Pts | J | V | E | D | GP | GC | SG | Classificado      |
| --- | -------------- | --- | - | - | - | - | -- | -- | -- | ----------------- |
| 1   | Estados Unidos | 5   | 3 | 1 | 2 | 0 | 4  | 3  | +1 | Fase eliminatória |
| 2   | Inglaterra     | 5   | 3 | 1 | 2 | 0 | 2  | 1  | +1 | Fase eliminatória |
| 3   | Eslovênia      | 4   | 3 | 1 | 1 | 1 | 3  | 3  | 0  | Eliminado         |
| 4   | Argélia        | 1   | 3 | 0 | 1 | 2 | 0  | 2  | −2 | Eliminado         |

Depois de empatar partidas contra a Inglaterra (1-1) e Eslovênia (2-2), os EUA derrotaram a Argélia por meio de um gol nos acréscimos e, assim, venceu o Grupo C, a 1ª vez que os EUA ganhou o seu grupo de Copa do Mundo desde 1930. Nas oitavas de final, os EUA perderam para Gana, com Gana mais uma vez vencendo por 2-1, resultando na eliminação dos EUA da Copa do Mundo.
Em 13 de julho, a FIFA lançou o seu ranking pós-torneio das equipes da Copa do Mundo e os EUA terminaram em 12º lugar. Este acabamento estava um ponto acima do companheiro do Grupo C, Inglaterra, e dois acima do rival da CONCACAF, México.

#### Ciclo da Copa do Mundo de 2014

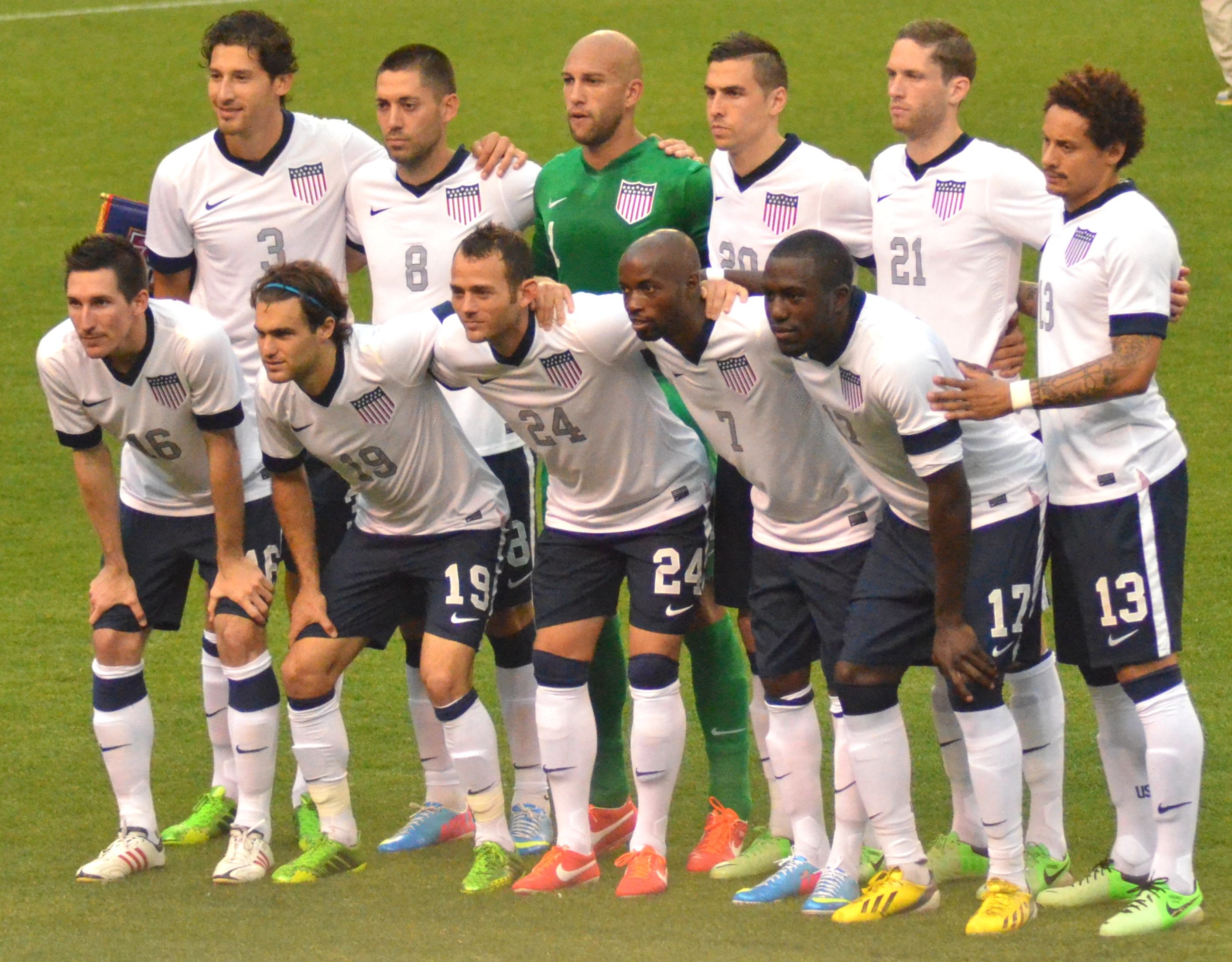
A equipe dos EUA que disputou uma partida amistosa contra a Bélgica, em 2013

Como resultado de seu desempenho durante o ciclo de quatro ano anterior, Bob Bradley assinou uma extensão de contrato de quatro anos no início de setembro de 2010, embora rumores surgiram de que Bradley tinha renunciado e que, como em 2006, o ex-treinador da Alemanha Jürgen Klinsmann seria contratado para gerenciar a equipe. No entanto, esses rumores eram infundados, e Bradley foi oficialmente re-assinado por EUA Soccer. Antes de sua reeleição, Bradley e a equipe dos EUA tem o curso de ciclo com uma derrota 2-0 para o Brasil no Estádio Meadowlands. Em preparação para a Copa Ouro da CONCACAF 2011, os EUA jogou três amistosos, um empate 1-1 com a Argentina, uma perda de 1-0 para o Paraguai, e uma perda embaraçoso 4-0 para a Espanha.
Os Estados Unidos sediaram a Copa Ouro de 2011, e foi posto no Grupo C com Canadá, Panamá e Guadalupe. Os EUA avançaram da fase de grupos com duas vitórias, sobre Guadalupe e Canadá. No entanto, os EUA perderam para o Panamá por 2-1 na segunda partida da fase de grupos. Esta foi a primeira derrota dos EUA em um jogo da fase de grupo da Copa Ouro, e sua primeira derrota para o Panamá. Nas quartas de final, os Estados Unidos derrotaram a Jamaica por 2-0. Nas semifinais, os EUA vingaram sua derrota na fase de grupos com uma vitória por 1-0 sobre o Panamá, e avançaram para a sua quarta final consecutiva da Copa Ouro, onde a equipe enfrentou o México em uma revanche da final da Copa Ouro de 2009. Os Estados Unidos foram derrotados pelo México por 4-2, apesar de liderar por 2-0, estendendo série de vitórias do México contra os EUA a três partidas.
Em 29 de julho de 2011, Jürgen Klinsmann foi nomeado por Sunil Gulati o sucessor de Bradley como técnico da seleção estadunidense. Sua primeira partida, um amistoso contra o México, em 10 de agosto de 2011, terminou em um empate em 1-1. Os Estados Unidos viajaram para a Europa em novembro e perderam por 1-0 para a França antes de vir com uma vitória por 3-2 frente à Eslovénia. Apesar de Jürgen Klinsmann nos seus 6 primeiros jogos ter acumulado 4 derrotas e 1 empate, ele conseguiu calar os críticos conquistando vitórias importantes, como o jogo do dia 29 de fevereiro de 2012 em que os EUA venceram a Itália em território rival por 1x0 ou a vitória do dia 15 de agosto de 2012 sobre o México por 1x0 no místico Estádio Azteca.A vitória foi a primeira dos ianques em solo mexicano. ao derrotar o México em setembro, os EUA garantiram uma vaga na Copa do Mundo de 2014.
O técnico alemão Jürgen Klinsmann surpreendeu o mundo do futebol americano ao convocar cinco "americanos Jürgen" - alemães mestiços nascidos e treinados profissionalmente na Alemanha - para a seleção na Copa. Os EUA foram sorteados para o Grupo G, junto com Gana, Alemanha e Portugal. Os EUA se vingaram dos ganenses, vencendo por 2–1. Eles empataram seu segundo jogo do grupo contra Portugal por 2–2. No jogo final da fase de grupos, os EUA caíram para a Alemanha por 1 a 0, mas passaram para a fase eliminatória devido ao saldo de gols. Esta foi a primeira vez que a equipe fez duas viagens consecutivas para a fase de mata-mata da Copa do Mundo FIFA. Nas oitavas de final, os EUA perderam por 2 a 1 para a Bélgica na prorrogação, apesar do goleiro Tim Howard ter feito um recorde na Copa do Mundo de 15 defesas durante a partida.

#### Não classificação para a Copa de 2018
Após uma derrota por 2 a 1 para Trinidad e Tobago em 10 de outubro de 2017, os EUA não conseguiram se classificar para a Copa do Mundo de 2018, ficando de fora do torneio pela primeira vez desde 1986. Muitos especialistas e analistas consideraram este o pior resultado e pior desempenho da história da seleção.
Sob Berhalter, a equipe perdeu na final da Copa Ouro de 2019 por 1 a 0 contra o México, negando-lhes a chance de se tornarem campeões consecutivos. Durante a pandemia de coronavírus, um influxo de novos jovens talentos começou a se transformar em uma série de jogadores que jogam nos principais clubes europeus, com Christian Pulisic, Weston McKennie, Tyler Adams, Yunus Musah, Brendan Aaronson, Sergiño Dest e Gio Reyna sendo alguns dos os nomes mais notáveis. Este novo grupo venceu a primeira Liga das Nações da CONCACAF em 2021 com uma vitória clássica por 3–2 contra o México na final. Um time totalmente diferente também venceu a Copa Ouro contra o México no final daquele verão. Com uma vitória amistosa por 1 a 0 sobre a  Bósnia e Herzegovina em 18 de dezembro de 2021, a equipe estabeleceu um recorde do programa de vitórias em um ano, com 17 vitórias, 2 derrotas e 3 empates. O grupo jovem tem sido amplamente descrito como a geração de ouro da América.

#### Copa de 2022 no Catar
Os Estados Unidos se classificaram para a Copa do Mundo de 2022 ao terminar em terceiro na rodada final de qualificação. A campanha de qualificação incluiu uma invencibilidade em casa e um empate fora para o México no Estádio Azteca.
Em junho de 2018, a Copa do Mundo FIFA 2026 foi concedida aos Estados Unidos, Canadá e México, dando a todos os três países a qualificação automática.

## Títulos
| CONTINENTAIS | CONTINENTAIS                | CONTINENTAIS | CONTINENTAIS                              |
|              | Competição                  | Títulos      | Anos                                      |
| ------------ | --------------------------- | ------------ | ----------------------------------------- |
|              | Copa Ouro da CONCACAF       | 7            | 1991, 2002, 2005, 2007, 2013, 2017 e 2021 |
|              | Liga das Nações da CONCACAF | 3            | 2019–20, 2022–23 e 2023–24                |

### Outras conquistas
- US Cup: 1992, 1995, 2000
- Marlboro Cup: 1989
- NAFC Championship: 1991

## Competições

### Registro deCopas do Mundo FIFA
| Registro de Copas do Mundo FIFA | Registro de Copas do Mundo FIFA | Registro de Copas do Mundo FIFA | Registro de Copas do Mundo FIFA | Registro de Copas do Mundo FIFA | Registro de Copas do Mundo FIFA | Registro de Copas do Mundo FIFA | Registro de Copas do Mundo FIFA | Registro de Copas do Mundo FIFA |
| Ano                             | Rodada                          | Posição                         | J                               | V                               | E                               | D                               | GF                              | GC                              |
| ------------------------------- | ------------------------------- | ------------------------------- | ------------------------------- | ------------------------------- | ------------------------------- | ------------------------------- | ------------------------------- | ------------------------------- |
| 1930                            | Terceiro-Lugar                  | 3º                              | 3                               | 2                               | 0                               | 1                               | 7                               | 6                               |
| 1934                            | Oitavas de Final                | 16º                             | 1                               | 0                               | 0                               | 1                               | 1                               | 7                               |
| 1938                            | Desistiu                        | Desistiu                        | Desistiu                        | Desistiu                        | Desistiu                        | Desistiu                        | Desistiu                        | Desistiu                        |
| 1950                            | Primeira-Fase                   | 10º                             | 3                               | 1                               | 0                               | 2                               | 4                               | 8                               |
| 1954                            | Não se classificou              | Não se classificou              | Não se classificou              | Não se classificou              | Não se classificou              | Não se classificou              | Não se classificou              | Não se classificou              |
| 1958                            | Não se classificou              | Não se classificou              | Não se classificou              | Não se classificou              | Não se classificou              | Não se classificou              | Não se classificou              | Não se classificou              |
| 1962                            | Não se classificou              | Não se classificou              | Não se classificou              | Não se classificou              | Não se classificou              | Não se classificou              | Não se classificou              | Não se classificou              |
| 1966                            | Não se classificou              | Não se classificou              | Não se classificou              | Não se classificou              | Não se classificou              | Não se classificou              | Não se classificou              | Não se classificou              |
| 1970                            | Não se classificou              | Não se classificou              | Não se classificou              | Não se classificou              | Não se classificou              | Não se classificou              | Não se classificou              | Não se classificou              |
| 1974                            | Não se classificou              | Não se classificou              | Não se classificou              | Não se classificou              | Não se classificou              | Não se classificou              | Não se classificou              | Não se classificou              |
| 1978                            | Não se classificou              | Não se classificou              | Não se classificou              | Não se classificou              | Não se classificou              | Não se classificou              | Não se classificou              | Não se classificou              |
| 1982                            | Não se classificou              | Não se classificou              | Não se classificou              | Não se classificou              | Não se classificou              | Não se classificou              | Não se classificou              | Não se classificou              |
| 1986                            | Não se classificou              | Não se classificou              | Não se classificou              | Não se classificou              | Não se classificou              | Não se classificou              | Não se classificou              | Não se classificou              |
| 1990                            | Primeira-Fase                   | 23º                             | 3                               | 0                               | 0                               | 3                               | 2                               | 8                               |
| 1994                            | Oitavas de Final                | 14º                             | 4                               | 1                               | 1                               | 2                               | 3                               | 4                               |
| 1998                            | Primeira-Fase                   | 32º                             | 3                               | 0                               | 0                               | 3                               | 1                               | 5                               |
| 2002                            | Quartas de Final                | 8º                              | 5                               | 2                               | 1                               | 2                               | 7                               | 7                               |
| 2006                            | Primeira-Fase                   | 25º                             | 3                               | 0                               | 1                               | 2                               | 2                               | 6                               |
| 2010                            | Oitavas de Final                | 12º                             | 4                               | 1                               | 2                               | 1                               | 5                               | 5                               |
| 2014                            | Oitavas de Final                | 15º                             | 4                               | 1                               | 1                               | 2                               | 5                               | 6                               |
| 2018                            | Não se classificou              | Não se classificou              | Não se classificou              | Não se classificou              | Não se classificou              | Não se classificou              | Não se classificou              | Não se classificou              |
| 2022                            | Oitavas de Final                | 14º                             | 4                               | 1                               | 2                               | 1                               | 3                               | 4                               |
| 2026                            | Classificado                    | Classificado                    | Classificado                    | Classificado                    | Classificado                    | Classificado                    | Classificado                    | Classificado                    |
| 2030                            | A definir                       | A definir                       | A definir                       | A definir                       | A definir                       | A definir                       | A definir                       | A definir                       |
| 2034                            | A definir                       | A definir                       | A definir                       | A definir                       | A definir                       | A definir                       | A definir                       | A definir                       |
| Total                           | 0 títulos                       | 12/23                           | 31                              | 8                               | 6                               | 19                              | 34                              | 62                              |

### Registro deCopa das Confederações
| Ano   | Rodada             | J                  | V                  | E                  | D                  | GF                 | GC                 |
| ----- | ------------------ | ------------------ | ------------------ | ------------------ | ------------------ | ------------------ | ------------------ |
| 1992  | Terceiro-Lugar     | 2                  | 1                  | 0                  | 1                  | 5                  | 5                  |
| 1995  | Não se classificou | Não se classificou | Não se classificou | Não se classificou | Não se classificou | Não se classificou | Não se classificou |
| 1997  | Não se classificou | Não se classificou | Não se classificou | Não se classificou | Não se classificou | Não se classificou | Não se classificou |
| 1999  | Terceiro-Lugar     | 5                  | 3                  | 0                  | 2                  | 6                  | 3                  |
| 2001  | Não se classificou | Não se classificou | Não se classificou | Não se classificou | Não se classificou | Não se classificou | Não se classificou |
| 2003  | Primeira-Fase      | 3                  | 0                  | 1                  | 2                  | 1                  | 3                  |
| 2005  | Não se classificou | Não se classificou | Não se classificou | Não se classificou | Não se classificou | Não se classificou | Não se classificou |
| 2009  | Vice-Campeão       | 5                  | 3                  | 0                  | 2                  | 9                  | 8                  |
| 2013  | Não se classificou | Não se classificou | Não se classificou | Não se classificou | Não se classificou | Não se classificou | Não se classificou |
| 2017  | Não se classificou | Não se classificou | Não se classificou | Não se classificou | Não se classificou | Não se classificou | Não se classificou |
| Total | 0 título           | 15                 | 7                  | 1                  | 7                  | 21                 | 19                 |

### Registro deCopa Ouro da CONCACAF
| Ano   | Rodada             | J                  | V                  | E                  | D                  | GF                 | GC                 |
| ----- | ------------------ | ------------------ | ------------------ | ------------------ | ------------------ | ------------------ | ------------------ |
| 1963  | Não se classificou | Não se classificou | Não se classificou | Não se classificou | Não se classificou | Não se classificou | Não se classificou |
| 1965  | Abandonou          | Abandonou          | Abandonou          | Abandonou          | Abandonou          | Abandonou          | Abandonou          |
| 1967  | Não se classificou | Não se classificou | Não se classificou | Não se classificou | Não se classificou | Não se classificou | Não se classificou |
| 1969  | Não se classificou | Não se classificou | Não se classificou | Não se classificou | Não se classificou | Não se classificou | Não se classificou |
| 1971  | Não se classificou | Não se classificou | Não se classificou | Não se classificou | Não se classificou | Não se classificou | Não se classificou |
| 1973  | Não se classificou | Não se classificou | Não se classificou | Não se classificou | Não se classificou | Não se classificou | Não se classificou |
| 1977  | Não se classificou | Não se classificou | Não se classificou | Não se classificou | Não se classificou | Não se classificou | Não se classificou |
| 1981  | Não se classificou | Não se classificou | Não se classificou | Não se classificou | Não se classificou | Não se classificou | Não se classificou |
| 1985  | Primeira-Fase      | 4                  | 2                  | 1                  | 1                  | 4                  | 3                  |
| 1989  | Vice-Campeão       | 8                  | 4                  | 3                  | 1                  | 6                  | 3                  |
| 1991  | Campeão            | 5                  | 4                  | 1                  | 0                  | 10                 | 3                  |
| 1993  | Vice-Campeão       | 5                  | 4                  | 0                  | 1                  | 5                  | 5                  |
| 1996  | Terceiro-Lugar     | 4                  | 3                  | 0                  | 1                  | 8                  | 3                  |
| 1998  | Vice-Campeão       | 4                  | 3                  | 0                  | 1                  | 6                  | 2                  |
| 2000  | Quartas de Final   | 3                  | 2                  | 1                  | 0                  | 6                  | 2                  |
| 2002  | Campeão            | 5                  | 4                  | 1                  | 0                  | 9                  | 1                  |
| 2003  | Terceiro-Lugar     | 5                  | 4                  | 0                  | 1                  | 12                 | 3                  |
| 2005  | Campeão            | 6                  | 4                  | 2                  | 0                  | 11                 | 3                  |
| 2007  | Campeão            | 6                  | 6                  | 0                  | 0                  | 13                 | 3                  |
| 2009  | Vice-Campeão       | 6                  | 4                  | 1                  | 1                  | 12                 | 8                  |
| 2011  | Vice-Campeão       | 6                  | 4                  | 0                  | 2                  | 9                  | 6                  |
| 2013  | Campeão            | 6                  | 6                  | 0                  | 0                  | 20                 | 4                  |
| 2015  | Semifinal          | 6                  | 3                  | 2                  | 1                  | 12                 | 5                  |
| 2017  | Campeão            | 6                  | 5                  | 1                  | 0                  | 13                 | 4                  |
| 2019  | Vice-Campeão       | 6                  | 5                  | 0                  | 1                  | 15                 | 2                  |
| 2021  | Campeão            | 6                  | 6                  | 0                  | 0                  | 11                 | 1                  |
| 2023  | Semifinal          | 5                  | 2                  | 3                  | 0                  | 16                 | 4                  |
| Total | 7 títulos          | 102                | 75                 | 16                 | 11                 | 198                | 65                 |

### Registro deCopa América
| Registro de Copa América da CONMEBOL | Registro de Copa América da CONMEBOL | Registro de Copa América da CONMEBOL | Registro de Copa América da CONMEBOL | Registro de Copa América da CONMEBOL | Registro de Copa América da CONMEBOL | Registro de Copa América da CONMEBOL | Registro de Copa América da CONMEBOL | Registro de Copa América da CONMEBOL |
| Ano                                  | Rodada                               | Posição                              | J                                    | V                                    | E                                    | D                                    | GF                                   | GC                                   |
| ------------------------------------ | ------------------------------------ | ------------------------------------ | ------------------------------------ | ------------------------------------ | ------------------------------------ | ------------------------------------ | ------------------------------------ | ------------------------------------ |
| 1993                                 | Primeira-Fase                        | 12º                                  | 3                                    | 0                                    | 1                                    | 2                                    | 3                                    | 6                                    |
| 1995                                 | Semifinal                            | 4º                                   | 6                                    | 2                                    | 1                                    | 3                                    | 6                                    | 7                                    |
| 2007                                 | Primeira-Fase                        | 12º                                  | 3                                    | 0                                    | 0                                    | 3                                    | 2                                    | 8                                    |
| 2016                                 | Semifinal                            | 4º                                   | 6                                    | 3                                    | 0                                    | 3                                    | 7                                    | 8                                    |
| 2024                                 | Primeira-Fase                        | 11º                                  | 3                                    | 1                                    | 0                                    | 2                                    | 3                                    | 3                                    |
| Total                                | 0 Título                             | 5/48                                 | 21                                   | 6                                    | 2                                    | 13                                   | 21                                   | 32                                   |

### Registro daLiga das Nações da CONCACAF
| Liga das Nações da CONCACAF | Liga das Nações da CONCACAF | Liga das Nações da CONCACAF | Liga das Nações da CONCACAF | Liga das Nações da CONCACAF | Liga das Nações da CONCACAF | Liga das Nações da CONCACAF | Liga das Nações da CONCACAF | Liga das Nações da CONCACAF |
| Ano                         | Rodada                      | Posição                     | J                           | V                           | E                           | D                           | GF                          | GC                          |
| --------------------------- | --------------------------- | --------------------------- | --------------------------- | --------------------------- | --------------------------- | --------------------------- | --------------------------- | --------------------------- |
| 2019–20                     | Campeão                     | 1º                          | 6                           | 5                           | 0                           | 1                           | 19                          | 5                           |
| 2022–23                     | Campeão                     | 1º                          | 6                           | 5                           | 1                           | 0                           | 19                          | 2                           |
| 2023–24                     | Campeão                     | 1º                          | 4                           | 3                           | 0                           | 1                           | 9                           | 3                           |
| 2024–25                     | Semifinal                   | 4º                          | 4                           | 2                           | 0                           | 2                           | 6                           | 4                           |
| Total                       | 3 Títulos                   | 4/4                         | 20                          | 15                          | 1                           | 4                           | 53                          | 14                          |

## Uniformes

### Uniformes dos jogadores
- Uniforme principal: Camisa branca, calção branco e meias azuis.
- Uniforme reserva: Camisa azul, calção e meias azuis.

| 1º uniforme | 2º uniforme | Alternativo |

### Uniformes dos goleiros
- Camisa verde, calção e meias verdes;
- Camisa amarela, calção e meias amarelas;

| Cores do Time · Cores do Time · Cores do Time · Cores do Time · Cores do Time | Cores do Time · Cores do Time · Cores do Time · Cores do Time · Cores do Time |

### Uniformes de treino
- Camisa azul, calção azul e meias brancas;
- Camisa branca, calção e meias azuis.

| Jogadores | C. Técnica |

#### Fornecedor esportivo
| Marca  | Período       | Notas |
| ------ | ------------- | --- |
| Adidas | 1975–1994     | |
| Nike   | 1995–presente | O valor do acordo não foi divulgado, mas o USSF o descreveu como o maior acordo comercial na história do futebol dos EUA e um dos maiores investimentos globais da Federação de Futebol da Nike. |

## Rivalidades internacionais

### Derby Norte-Americano
A rivalidade entre México e Estados Unidos no futebol existe entre as equipes nacionais dos dois países, amplamente consideradas como as duas grandes potências da federação da CONCACAF. Partidas entre as duas nações muitas vezes atraem muita atenção da mídia, interesse do público e comentários em ambos os países, mas especialmente no México. Embora o primeiro jogo tenha sido disputado em 1934, a rivalidade não era considerada importante, até recentemente, com os jogos da Copa Ouro da CONCACAF.

## Equipe Técnica
| Cargo                 | Nome            |
| --------------------- | --------------- |
| Técnico               | Gregg Berhalter |
| Assistentes Técnicos  | Alfonso Rosales |
| Assistentes Técnicos  | Curt Onalfo     |
| Assistentes Técnicos  | Pat Noonan      |
| Assistentes Técnicos  | Vladimir Davids |
| Treinador de Goleiros | Matt Reis       |

## Elenco atual
Os seguintes 23 jogadores foram convocados para os jogos Amistosos contra a  Turquia e a  Suíça em 07 e 10 de junho de 2025.
Atualizado até 22 de maio de 2025
| Nome                | Posição          | Clube                |
| ------------------- | ---------------- | -------------------- |
| Patrick Schulte     | Goleiro          | Columbus Crew        |
| Matt Freese         | Goleiro          | New York City        |
| Matt Turner         | Goleiro          | Crystal Palace       |
| Zack Steffen        | Goleiro          | Colorado Rapids      |
| Miles Robinson      | Zagueiro         | Cincinnati           |
| Chris Richards      | Zagueiro         | Crystal Palace       |
| Tim Ream            | Zagueiro         | Charlotte FC         |
| Mark McKenzie       | Zagueiro         | Toulouse             |
| DeJuan Jones        | Zagueiro         | San José Earthquakes |
| Sergiño Dest        | Lateral-direito  | PSV Eindhoven        |
| Alex Freeman        | Lateral-direito  | Orlando City         |
| Maximilian Arfsten  | Lateral-esquerdo | Columbus Crew        |
| Tyler Adams         | Volante          | Bournemouth          |
| Johnny Cardoso      | Volante          | Betis                |
| Sebastian Berhalter | Meio-campo       | Vancouver Whitecaps  |
| Luca de la Torre    | Meio-campo       | San Diego FC         |
| Diego Luna          | Meio-campo       | Real Salt Lake       |
| Sean Zawadzski      | Meio-campo       | Columbus Crew        |
| Jack McGlynn        | Meio-campo       | Houston Dynamo       |
| Quinn Sullivan      | Meio-campo       | Philadelphia Union   |
| Brenden Aaronson    | Meia-ofensivo    | Leeds United         |
| Malik Tillman       | Meia-ofensivo    | PSV Eindhoven        |
| Patrick Agyemang    | Centroavante     | Charlotte FC         |
| Folarin Balogun     | Centroavante     | Monaco               |
| Damion Downs        | Centroavante     | 1. FC Köln           |
| Brian White         | Centroavante     | Vancouver Whitecaps  |
| Haji Wright         | Centroavante     | Coventry City        |
| Mauricio Pochettino | Treinador        |                      |

## Principais jogadores
- Bert Patenaude
- Joe Gaetjens
- Kasey Keller
- Benny Feilhaber
- Frank Borghi
- Gregg Berhalter
- Alexi Lalas
- John Harkes
- Eric Wynalda
- Tab Ramos
- Landon Donovan
- DaMarcus Beasley
- Eddie Pope
- Tony Meola
- Cobi Jones
- Carlos Bocanegra
- Jozy Altidore
- Brad Friedel
- Claudio Reyna
- Freddy Adu
- Brian McBride
- Clint Dempsey
- Tim Howard
- Christian Pulisic